# Tratado de Londres (1641)
El Tratado de Londres fue un acuerdo firmado entre el Reino de Inglaterra y el Reino de Escocia en 1641 que puso fin formalmente a la Guerra de los Obispos de 1639 a 1640.
Carlos I era rey de ambos países, pero desde 1639 Escocia había estado bajo el control de una facción política opositora al rey, conocida como los Covenanters. En agosto de 1640, un ejército Covenanter invadió y ocupó partes del norte de Inglaterra. Los Covenanters y Carlos alcanzaron una tregua provisional en octubre mediante el Tratado de Ripon. Este estipulaba que el gobierno inglés debía pagar por la ocupación Covenanter en curso hasta que se negociara un acuerdo definitivo. Además, Carlos debía convocar un nuevo parlamento de Inglaterra, que se reunió en noviembre de 1640.
Tras meses de negociaciones, el 10 de agosto de 1641 Carlos firmó un tratado de paz a largo plazo. Entre otras concesiones, las condiciones incluían la abolición de los obispos en la Iglesia de Escocia, así como el envío de pagos financieros de Inglaterra a Escocia. A finales de mes, todas las fuerzas Covenanters se habían retirado del norte de Inglaterra.
El tratado restableció la paz entre Escocia e Inglaterra y resolvió muchos de los problemas que habían conducido a la Guerra de los Obispos. Sin embargo, el nuevo parlamento inglés se opuso firmemente a Carlos. Cabe destacar que el Parlamento Largo, como se le conoció posteriormente, pudo aprobar leyes que solo podían disolverlo por su propio consentimiento; anteriormente, los monarcas ingleses habían podido disolver el Parlamento a su antojo. A principios de 1642, se desató una lucha de poder entre el Parlamento y Carlos, que se intensificó hasta el estallido de la primera guerra civil inglesa.

## Contexto
En 1637, el rey Carlos de Inglaterra, Escocia e Irlanda intentó imponer un nuevo Libro de Oración Común, basado en el de la Iglesia de Inglaterra, a la Iglesia de Escocia. El intento provocó indignación patriótica y religiosa, y muchos escoceses firmaron el Pacto Nacional en protesta, pasando a ser conocidos como Covenanters. Otra queja fue que las Asambleas Generales de la Iglesia de Escocia habían votado a favor de abolir el cargo de obispo, y Carlos parecía decidido a reinstaurarlo. Carlos reunió tropas en Inglaterra para invadir Escocia e imponer su voluntad.
El 28 de agosto de 1640, un ejército Covenanter que había invadido el norte de Inglaterra derrotó a las fuerzas inglesas en la batalla de Newburn, en Northumberland. El 26 de octubre, Carlos y los Covenanters firmaron el Tratado de Ripon como preámbulo de un tratado más detallado y permanente. Mientras tanto, se permitió al ejército Covenanter ocupar Northumberland y el condado de Durham, y se les pagaron 850 libras esterlinas diarias para su mantenimiento. Además, se les prometió a los Covenanters que se les reembolsarían los gastos incurridos a causa de las guerras.
Carlos se encontraba desesperadamente escaso de dinero y convocó al Parlamento de Inglaterra con la esperanza de que aprobara leyes de suministro financiero para resolver su problema. El Parlamento, que sesionó hasta 1660 y se conoció como el Parlamento Largo, se reunió por primera vez el 3 de noviembre y resultó ser completamente indiferente a sus deseos. 
Una semana después, los comisionados Covenanters, John Smith de Grothill y Hugh Kennedy de Ayr, llegaron a Londres para formalizar un tratado. Carlos denunció al ejército Covenanter como invasores rebeldes, pero los comisionados fueron bien recibidos por los puritanos de Londres, y se retractó de sus declaraciones.

## Negociaciones y términos
Los comisionados escoceses e ingleses continuaron las negociaciones hasta mediados de 1641. El rey se encontraba en una posición débil: había disturbios civiles en Londres y el Parlamento había destituido a sus dos ministros principales, Lord Strafford y William Laud, quienes finalmente fueron ejecutados. Por lo tanto, hizo varias concesiones inesperadas. 
Se ratificaron las resoluciones de las Asambleas Generales de la Iglesia de Escocia que abolieron el cargo de obispo. Los castillos reales de Edimburgo y Dumbarton se utilizarían únicamente con fines defensivos. Ningún escocés sería censurado ni perseguido por firmar el Pacto Nacional. Los "incendiarios" escoceses considerados responsables de precipitar la crisis serían procesados en Escocia. Los bienes y barcos escoceses capturados durante la guerra serían devueltos.
Se suprimirían las publicaciones contra los Covenanters. También se acordó que los escoceses recibirían 300.000 libras esterlinas, una suma que el Parlamento calificó de «ayuda fraternal». Los comisionados escoceses también estaban deseosos de concluir las negociaciones, sintiendo que habían abusado de su hospitalidad. 
Habían denunciado la presencia de obispos en la Iglesia de Inglaterra y habían hablado y escrito contra Strafford y Laud, algo que sus anfitriones les habían dicho que no era asunto suyo. Retiraron su exigencia de que se adoptara el presbiterianismo en Inglaterra e Irlanda, y el tratado se firmó el 10 de agosto de 1641.

## Consecuencias
Carlos visitó Escocia de agosto a noviembre, otorgando favores. Sin embargo, las tensiones subyacentes en sus reinos persistían, y la Guerra de los Obispos (1639-1640) resultaron ser solo los conflictos iniciales de la Guerra de los Tres Reinos (1639-1653).